# Иофе, Вениамин Викторович
Вениамин Викторович Иофе (1938—2002) — советский диссидент, историк, публицист.

## Биография
Сын радиотехника, доктора технических наук Виктора Кивовича Иофе. С 1938 года семья проживала в Ленинграде. В 1962 году окончил Ленинградский химико-технологический институт. В 1962—1964 годах — аспирант Ленинградского НИИ синтетического каучука.
В 1964 году публиковал свои статьи о перспективах развития демократии в СССР в самиздатском общественно-политическом журнале «Колокол» (Ленинград). Был арестован и приговорен 26 ноября 1965 года Ленгорсудом по статьям 70 ч. 1 и 72 УК РСФСР (антисоветская пропаганда, участие в антисоветской организации) к трём годам лишения свободы в колонии строгого режима. Срок отбывал в ИТК в Мордовской АССР. Освобождён в 1968 году.
В 1969—1990 годах работал инженером на предприятиях Ленинграда, публиковал под псевдонимами С. Песков и С. Д. Рождественский статьи по истории политической оппозиции в СССР в самиздатовских сборниках «Память», «Сумма».
Один из инициаторов создания общества «Мемориал», с 1989 года сопредседатель Санкт-Петербургского общества «Мемориал». В 1992 году организовал и возглавил Научно-информационный центр «Мемориал». Занимался изучением истории политических репрессий в Северо-Западном регионе СССР («СЛОН», «Сандармох»). Был инициатором установки в Санкт-Петербурге на Троицкой площади памятника жертвам политических репрессий «Соловецкий камень».
Похоронен в Санкт-Петербурге на Красненьком кладбище.

## Основные работы
Автор более 100 публикаций по истории ГУЛАГа и общественно-политической оппозиции в СССР.
- Архив МВД КАССР как источник изучения истории политических репрессий 1920—1930-х гг. Отчёт по результатам работы бригады историко-архивной комиссии ЛО «Мемориал» в архиве МВД КАССР 29.10-02.11.1990 г. в Петрозаводске. Конференция «Соловецкие лагеря особого назначения». — Ленинград, 10-11 декабря 1990.
- К пятидесятой годовщине постановления ЦК ВКП(б) О журналах Звезда и Ленинград от 14 августа 1946 года // Звезда. — 1996. — № 8. — С. 25.
- Соловки. Большой побег 1928 года. // Труды Морской арктической комплексной экспедиции. Вып. IX: Соловецкие Острова Т .2: Остров Большая Муксалма. — М., 1996. С. 214—217.
- Большой террор и имперская политика СССР: по следам большого соловецкого расстрела 1937 года // Посев (Москва) — 1997. № 5. С. 35-37.
- Соловецкий расстрел 1937 года. Мемориальное кладбище Сандормох. 1937: 27 октября — 4 ноября. — СПб., 1997.
- Соловецкий расстрел 1937 года // Остання адреса. Т . 1. — Київ , 1997. С. 28-30.
- Новые этюды об оптимизме. Сборник статей и выступлений. СПб.: Мемориал, 1998. 234 с. ISBN 5-874-27015-9.
- Дни памяти: Сандормох — Соловки // Мемориал: Информационный бюллетень Правления Международного историко-просветительского благотворительного и правозащитного общества «Мемориал». 1999. № 13. С . 28-33.
- Большой Соловецкий побег 1925 года. // Новая Польша (Варшава). 2002. № 7-8. С. 75-78.